# 莫灝哲
莫灝哲，香港民主派人士，前香港黃大仙區議會彩虹選區議員，輔導及心理學專業，自2011年加入彩虹邨服務聯會成為幹事，其後於2015年成為聯席總幹事。2021年9月，莫灝哲因在新宣誓要求下被裁定宣誓未被確認，即時離任區議員一職。

## 區議會選舉

### 2019年區議會選舉
2019年區議會選舉，彩虹邨服務聯會成員莫灝哲參選彩虹選區，當區人口共14,841人，選民人數共9,993人，挑戰角逐連任的工聯會莫健榮，形成「雙莫對戰」，結果莫灝哲以84票之差擊敗莫健榮當選，成功為彩虹邨服務聯會重奪本選區的控制權，亦成功為泛民主派收復自2008年失落於建制派的議席，民主派一統彩虹邨。當屆黃大仙區議會全數25名區議員皆為民主派人士。
| 政党   | 政党           | 候选人    | 票数 | %     | ±      |
| ------ | -------------- | --------- | ---- | ----- | ------ |
|        | 彩虹邨服務聯會 | ①. 莫灝哲 | 3523 | 50.6% | 不適用 |
|        | 工聯會         | ②. 莫健榮 | 3439 | 49.4% | -14.4% |
| 多数票 | 多数票         | 多数票    | 84   | 1.2%  | 不適用 |

## 外部連結
- 黃大仙區議會議員莫灝哲先生 （页面存档备份，存于）

| 議會席位      | 議會席位                                  | 議會席位    |
| ------------- | ----------------------------------------- | ----------- |
| 前任： 莫健榮 | 黃大仙區議會彩虹選區 2020年—2021年9月29日 | 繼任： 懸空 |